# Pal Sinn
Sinn Pal (nacido el 17 de marzo de 1959) es un actor, cantante y productor musical de Hong Kong.
Sinn es conocido por interpretar a uno de sus personajes como "Ximen Qing", en la película "The Reincarnation of Golden Lotus", por la que recibió una nominación en los Premios de Cine, como el Mejor Nuevo Artista. 

## Carrera
Sinn comenzó su carrera como cantante a los 16 años de edad en el "Hong Kong Lockhart Road Bar".
En 1986, se unió a Sinn Chyna, una banda de rock y de heavy metal, fundada por Donald Ashley, después de algún tiempo, la banda se disolvió y luego fundó su propia fabrica de pantalones de vaqueros azules con Su Dehua, luego se disolvió su empresa cuando pasó de moda en 1990. 
Tuvo su primera experiencia frente a la cámara en 1986 y fue elegido para actuar como actor de apoyo en la película "Operation Pink Squad", de género de acción protagonizada por Sandra Ng, Guan Xiumei, Ann Bridgewater, Elsie Chan, y Charlie Cho.
Por la interpretación de su personaje como Ximen Qing, en la película "The Reincarnation of Golden Lotus" (1989), Sinn fue nominado para los Premios de Cine de Hong Kong, como Mejor Nuevo Artista. Ese mismo año, participó en "Tai Kit Mak All Night Long", una película de historia protagonizada por Carol Cheng, Shui-Fan Fung, Elizabeth Lee, Elsie Chan, Crystal Kwok, y Wu Ma.

## Vida personal
En la década de los años 1980, el Sinn enamoró de la actriz y cantante Anita Mui.
Sinn comenzó a salir con la cantante Paisley Wu en 1996, se casaron en 2008.

## Filmografía

### Película
| Año  | Título                                      | Título en chino          | Personaje                | Notas |
| ---- | ------------------------------------------- | ------------------------ | ------------------------ | ----- |
| 1986 | Operation Pink Squad                        | 《霸王女福星》           | A Pal                    |       |
| 1987 | Erotic Ghost Story                          | 《聊斋艳谭》             | Wu Shentong              |       |
| 1988 | Carry On Hotel                              | 《金装大酒店》           |                          |       |
| 1989 | All Night Long                              | 《夜疯狂》               | Lao B                    |       |
| 1989 | The Reincarnation of Golden Lotus           | 《潘金莲之前世今生》     | Ximen Qing               |       |
| 1989 | The Iceman Cometh                           | 《急冻奇侠》             | Head of thieves          |       |
| 1990 | Coup De Grace                               | 《起尾注》               | Wan Yusheng              |       |
| 1990 | Love Is Love                                | 《望夫成龙》             | Nancy's former boyfriend |       |
| 1990 |                                             | 《猛鬼霸王花》           | A Lang                   |       |
| 1991 | God of Gamblers II                          | 《赌侠》                 | Hussein                  |       |
| 1991 | The Golden Lotus "Love and Desire"          | 《金瓶风月》             | Ximen Qing               |       |
| 1991 | Queen of the Underworld                     | 《夜生活女王之霞姐传奇》 | Alan                     |       |
| 1992 | All Men Are Brothers - Blood Of The Leopard | 《水浒传之英雄本色》     | Gao Ya'nei               |       |
| 1992 | The Demon Wet Nurse                         | 《半妖乳娘》             | Wei Zhongxian            |       |
| 1992 |                                             | 《素女经之挑情宝鉴》     | Ying Feng                |       |
| 1993 | City Hunter                                 | 《城市猎人》             | Da Jiaoban               |       |
| 1993 | Ming Ghost                                  | 《圣女的欲望》           | Xiong Yan                |       |
| 1993 | On Parole No.2 - Do Unto Others             | 《狱凤之杀出重围》       | Donald                   |       |
| 1994 | Fire Dragon                                 | 《火云传奇》             | His Royal Highness       |       |
| 1994 | Whatever You Want                           | 《珠光宝气》             | Wong Jingwei             |       |
| 1994 | Hunting List                                | 《终极猎杀》             | Chou Jin                 |       |
| 1994 | The Amorous Lotus Pan                       | 《少女潘金莲》           | Wu Song/ Ximen Qing      |       |
| 1994 |                                             | 《沉默的姑娘》           | Pal                      |       |
| 1995 | Madame Bamboo                               | 《竹夫人》               | Fan Erhu                 |       |
| 1995 |                                             | 《笑林小子之无敌反斗星》 | Su Qi'er                 |       |
| 1996 |                                             | 《新金瓶梅》             | Ximen Qing               |       |
| 2004 |                                             | 《妙贼偷天》             | Lei Jian                 |       |
| 2004 |                                             | 《婚前杀行为》           | Bowie                    |       |
| 2006 |                                             | 《美好时光》             |                          |       |
| 2007 |                                             | 《马己仙峡道》           |                          |       |
| 2007 | Exodus                                      | 《出埃及记》             | Zhang Fang's father      |       |
| 2010 |                                             | 《算吧啦，老豆》         | Ding Li                  |       |
| 2010 | Dream Home                                  | 《维多利亚一号》         | guest                    |       |
| 2011 | Lan Kwai Fong                               | 《喜爱夜蒲》             | A Gong                   |       |
| 2012 | The Silent War                              | 《听风者》               | Luo San'er               |       |
| 2013 |                                             | 《古惑仔江湖新秩序》     | Jiang Tiansheng          |       |

### Televisión
| Año  | Título                           | Título en chino    | Personaje                       | Notas |
| ---- | -------------------------------- | ------------------ | ------------------------------- | ----- |
| 1993 | Eternity                         | 《千岁情人》       | Sheng Shiqing                   |       |
| 1994 | Gentle Reflections               | 《恨锁金瓶》       | Ximen Qing                      |       |
| 1995 | Detective Investigation Files II | 《刑事侦缉档案2》  | Julian                          |       |
| 1997 | Mystery Files                    | 《迷离档案》       | Li Zichao                       |       |
| 1997 | Time Before Time                 | 《大闹广昌隆》     | Monk Tianling                   |       |
| 1999 | Road To Eternity                 | 《布袋和尚》       | Monk Ci Hang/ Mo Seng/ Hao Tian |       |
| 1999 | Detective Investigation Files IV | 《刑事侦缉档案4》  | Xu Yizhi                        |       |
| 2000 | Armed Reaction II                | 《 陀枪师姐2》     | Zhang Shuming                   |       |
| 2001 | Legal Entanglement               | 《法网伊人》       | Yuan Jiajun                     |       |
| 2004 | Dream Of Colours                 | 《下一站彩虹》     | Luo Zuyao                       |       |
| 2004 | A Handful of Love                | 《一屋两家三姓人》 | Gao Zhixiu                      |       |
| 2010 | SFC in Action                    | 《证义搜查线》     | Ma Junbao                       |       |
| 2012 | Awfully Lawful                   | 《熟男有惑》       | Lan Jueshi                      |       |
| 2012 | Triumph in the Skies II          | 《冲上云霄2》      | Jing Jiajun                     |       |
| 2014 | Never Dance Alone                | 《女人俱乐部》     |                                 |       |
| 2014 | The Ultimate Addiction           | 《点金胜手》       |                                 |       |

## Discografía

### Álbumes
| Año  | Título                       | Título en chino  | Etiqueta  | Notas |
| ---- | ---------------------------- | ---------------- | --------- | ----- |
| 1989 | Blue Jeans                   | 《蓝战士》       | CBS/ Sony |       |
| 1988 | I Will Always Be Your Friend | 《永远是你好友》 | CBS/ Sony |       |
| 1988 | Blue Jeans                   | 《蓝战士》       | CBS/ Sony |       |
| 1983 | There's Rock & Roll in Chyna |                  |           |       |

## Premios
| Año  | Obra                              | Premio                                      | Resultado | Notas |
| ---- | --------------------------------- | ------------------------------------------- | --------- | ----- |
| 1990 | The Reincarnation of Golden Lotus | Hong Kong Film Award for Best New Performer | Nominado  |       |

- Datos: Q7250085
- Multimedia: Pal Sinn / Q7250085